# Reykjavíki Botanikus Kert
A Reykjavíki Botanikus Kert, az ország legnagyobb botanikus kertje az izlandi főváros Laugardalur negyedében, a Reykjavík Park és Zoo tőszomszédságában található. 

## Története
1961. augusztus 18-án alapították, Reykjavík város alapításának 175. évfordulóján. A park élete az Izlandi Egyetemtől kapott 200 féle hazai növény bemutatásával kezdődött. A 2010-es évektől már mintegy 5000 hazai és külföldi növényfajta díszlett a botanikus kertben.
A park tagja a botanikus kertek nemzetközi szervezetének, a Botanic Gardens Conservation International-nek (BGCI).

## Képgaléria

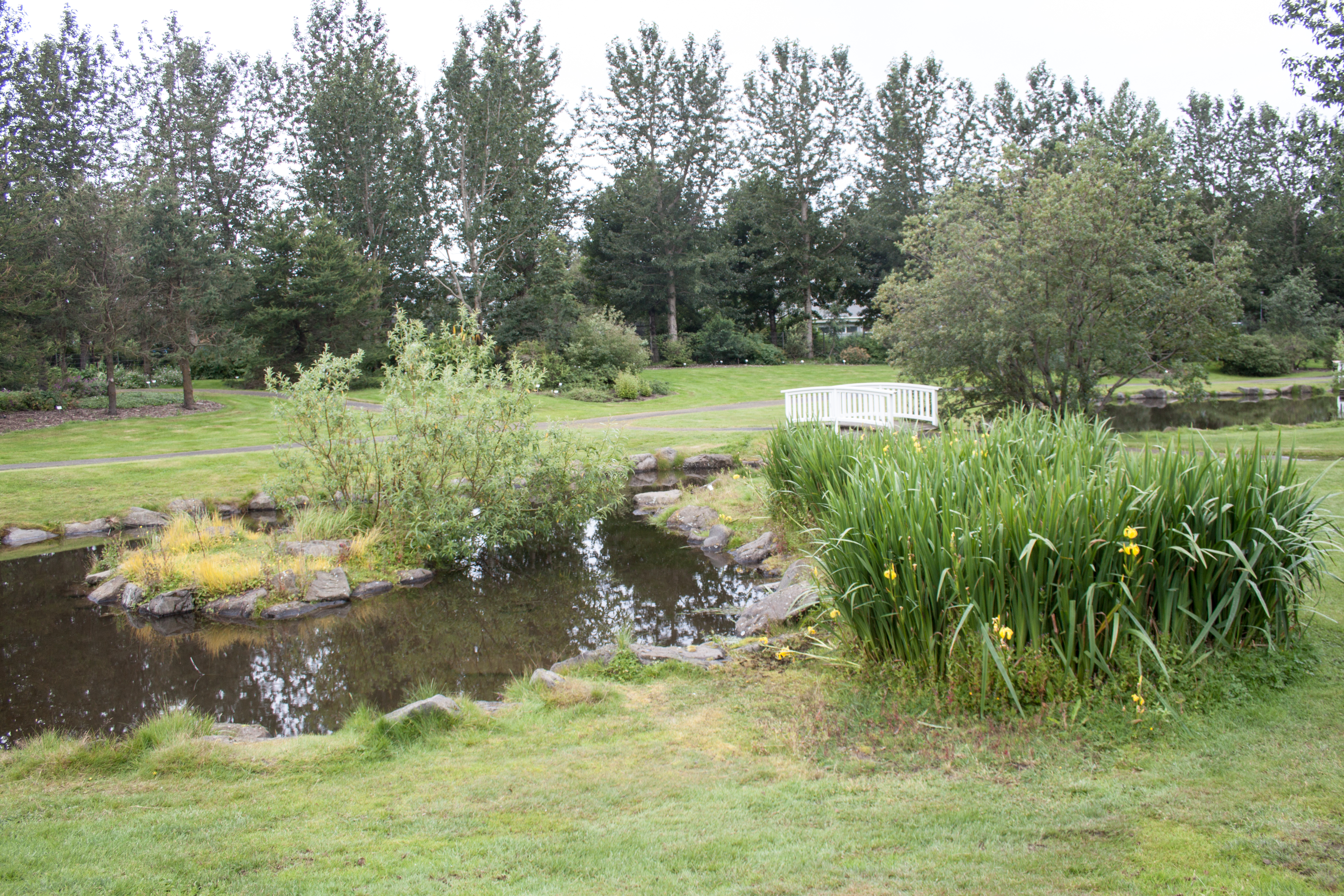
Parkrészlet
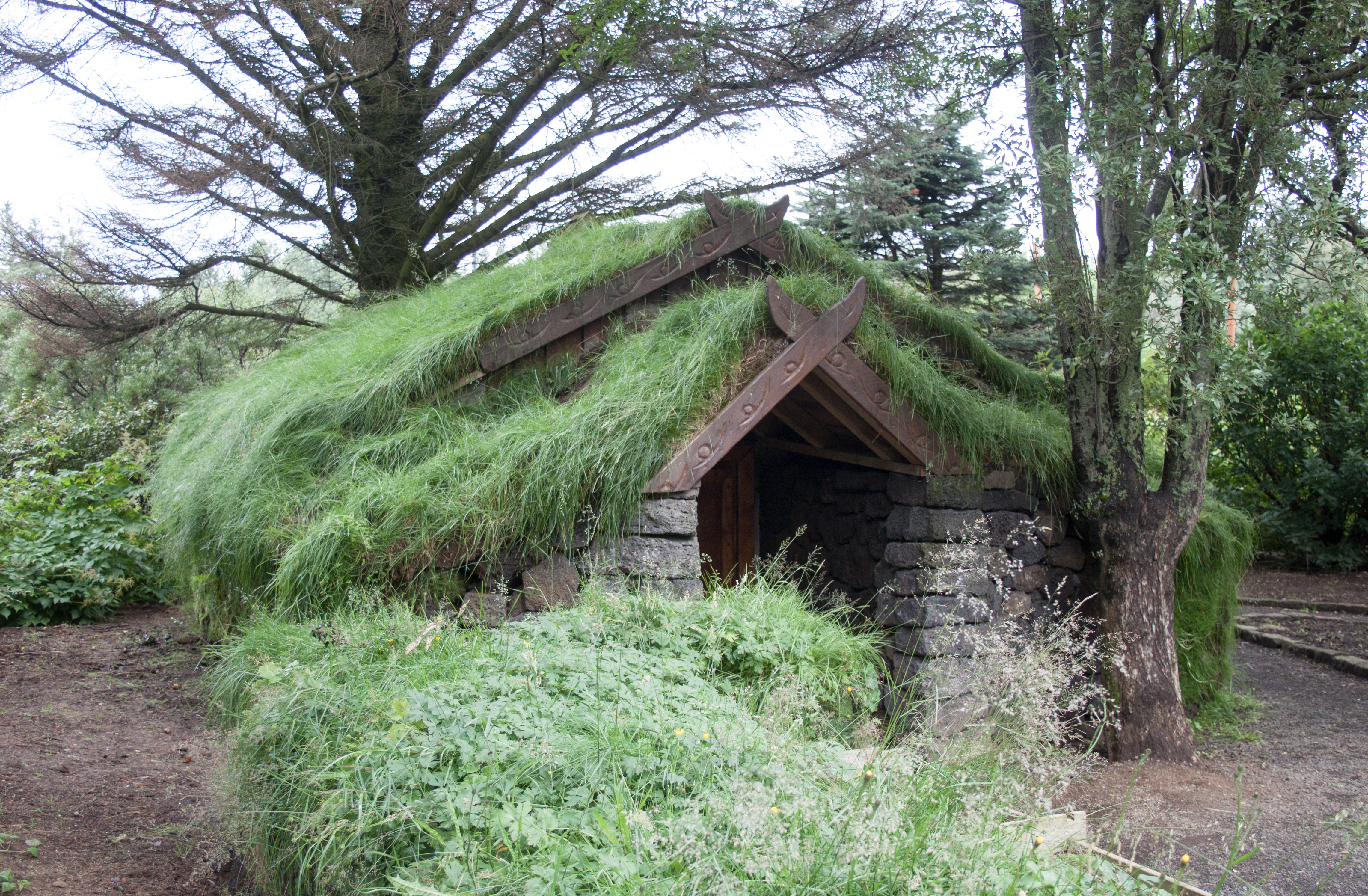
Hagyományos izlandi lakóház
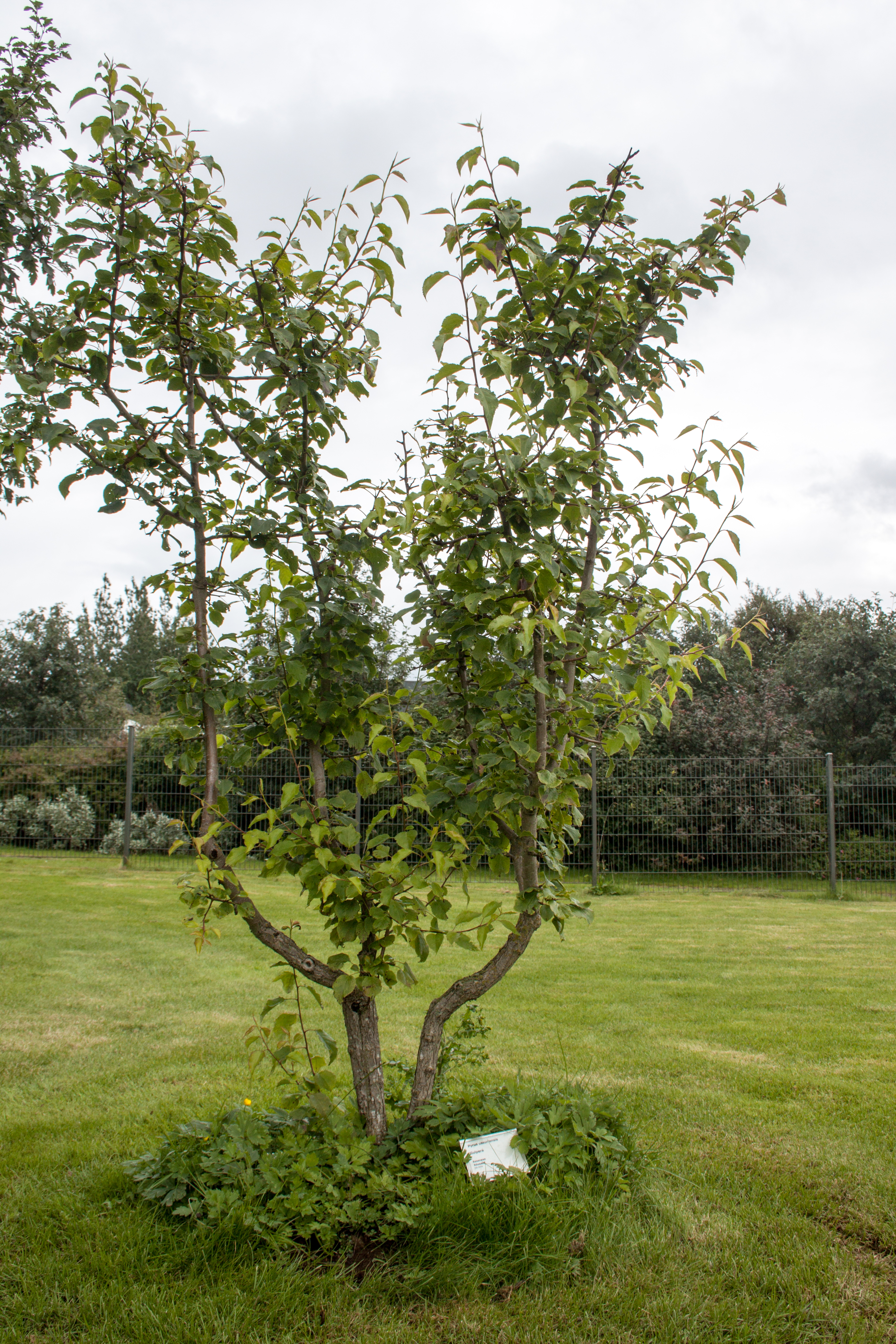
Usszuri körtefa
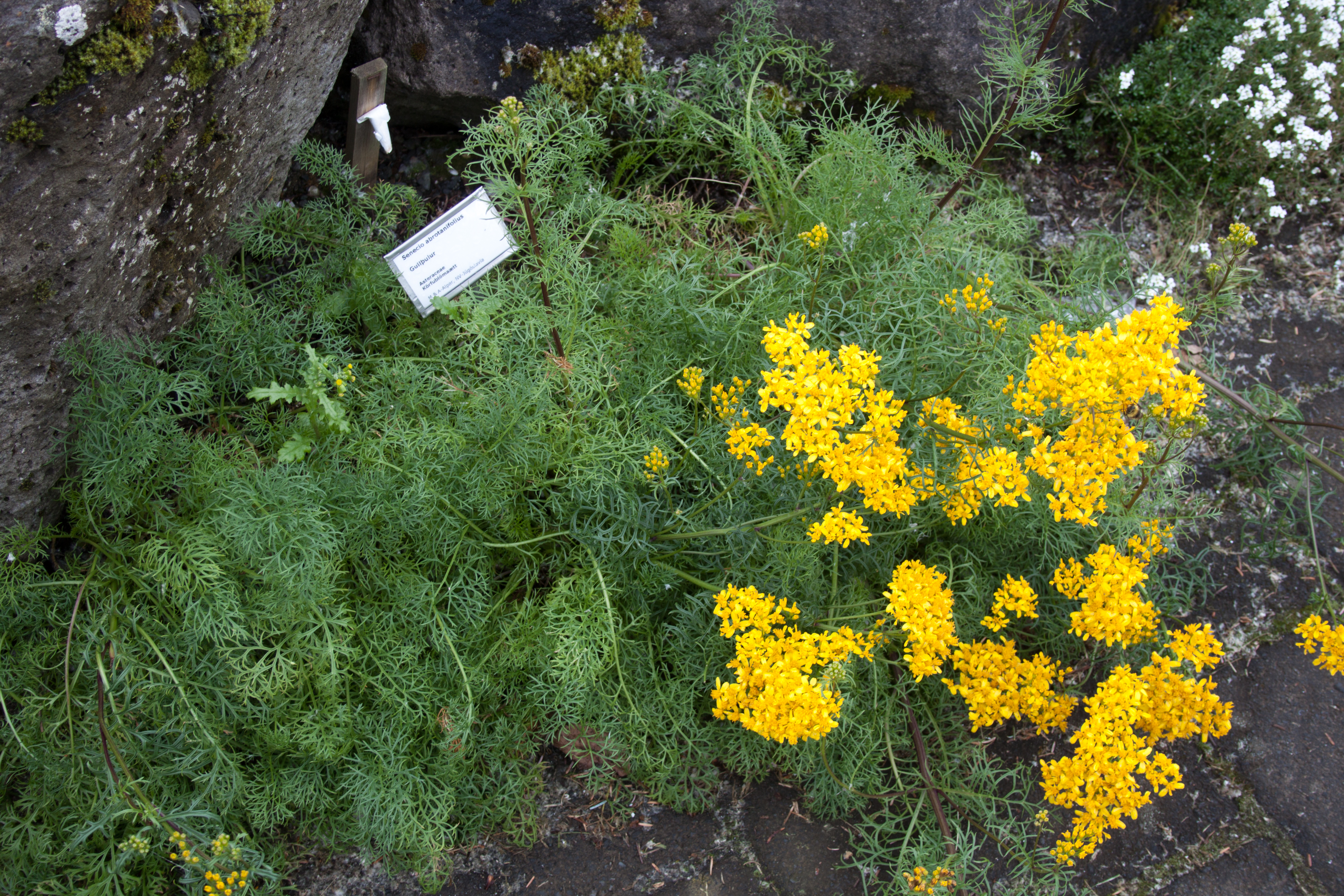
Senecio abrotanifolius

## Fordítás
- Ez a szócikk részben vagy egészben a Grasagarður Reykjavíkur című izlandi Wikipédia-szócikk ezen változatának fordításán alapul.  Az eredeti cikk szerkesztőit annak laptörténete sorolja fel. Ez a jelzés csupán a megfogalmazás eredetét és a szerzői jogokat jelzi, nem szolgál a cikkben szereplő információk forrásmegjelöléseként.